# Vent debout (album)
Pour les articles homonymes, voir Vent debout.
Albums de Tryo
Né quelque part
(2014) XXV
(2020)
Vent debout est le sixième album original et septième album studio du groupe Tryo, sorti le 21 octobre 2016. Cet album obtient un disque d'or pour plus de 50 000 exemplaires vendus.

## Description
L'album a en grande partie été révélé au public lors d'une série de concerts entre l'été et l'automne 2016 s'achevant en octobre au Cabaret Sauvage.

## Liste des chansons
| 1.          | Souffler              | Guizmo - Christophe Mali                 | Guizmo                          | 3 min 42 s |
| 2.          | Chanter               | Guizmo                                   | Guizmo                          | 3 min 36 s |
| 3.          | Rassurer Finkielkraut | Christophe Mali - Vincent Martigny       | Christophe Mali                 | 3 min 05 s |
| 4.          | La demoiselle         | Christophe Mali - Gérôme Briard - Guizmo | Gérôme Briard - Christophe Mali | 3 min 19 s |
| 5.          | On vous rassure       | Christophe Mali                          | Christophe Mali                 | 3 min 57 s |
| 6.          | Watson                | Guizmo - Christophe Mali                 | Guizmo                          | 3 min 59 s |
| 7.          | Obsolète              | Christophe Mali                          | Christophe Mali                 | 3 min 45 s |
| 8.          | Qatar 2022            | Christophe Mali                          | Christophe Mali                 | 3 min 57 s |
| 9.          | Le petit prince       | Christophe Mali                          | Guizmo                          | 3 min 29 s |
| 10.         | Sauvage               | Guizmo                                   | Guizmo                          | 4 min 15 s |
| 11.         | 2050 - 2100           | Christophe Mali                          | Christophe Mali                 | 3 min 58 s |
| 12.         | Américain             | Guizmo                                   | Gérôme Briard                   | 3 min 21 s |
| 13.         | Adulescent            | Christophe Mali                          | Guizmo                          | 3 min 31 s |
| 47 min 54 s |                       |                                          |                                 |            |